# وينغين سور مودير
وينغين سور مودير (بالفرنسية: Wingen-sur-Moder)‏ هي بلدية تقع في إقليم الراين الأسفل من منطقة ألزاس في شمال شرق فرنسا. تبلغ مساحة هذه المدينة 17.37 (كم²)، يبلغ عدد سكانها 1643 نسمة حسب إحصاء المعهد الوطني للإحصاء والدراسات الاقتصادية سنة 2009 م. وترأس Gérard Fischbach البلدية خلال فترة (2001 - 2008).

## توأمة
لوينغين سور مودير اتفاقيات توأمة مع:
- بورغكيرشن (25 يونيو 1977 - )

## وصلات خارجية
- صفحة البلدية على موقع المعهد الوطني للإحصاء والدراسات الاقتصادية (بالفرنسية)